# Paprika Steen
Paprika Steen, egentligen Kirstine Steen, född 3 november 1964 i Frederiksberg, är en dansk skådespelare och filmregissör.

## Biografi
Paprika Steen är dotter till jazzmusikern Niels Jørgen Steen (född 1939) och den dansk-amerikanska skådespelerskan Avi Sagild (1933–1995). Hon är syster till skådespelaren Nikolaj Steen. Hon studerade 1988–1992 vid skådespelarskolan i Odense, debuterade på Mungo Park 1992 i pjäsen Manden udenfor och var 1997–2002 knuten till Det Kongelige Teater. Inom filmen fick hon sitt genombrott 1996 i familjefilmen Hannibal & Jerry där hon spelade Hannibals mor. Steen har medverkat i en rad olika filmuppsättningar och TV-serier, bland annat i serien Om ett hjärta, som handlar om två kvinnliga hjärtläkare på samma sjukhus, och i serien Kommissarien och havet.
År 2003 tilldelades Steen priset Tagea Brandts rejselegat for kvinder. Hon har i övrigt vunnit och nominerats till ett stort antal filmpriser; bland annat har hon tilldelats en Bodil fyra gånger och en Robert tre gånger.

## Filmografi, i urval
- 1994 – Frihetens skugga (TV-serie)
- 1998 – Idioterna
- 1998 – Festen
- 1999 – Mifune
- 1999 – Den enda rätta
- 2000 – Dancer in the Dark
- 2002 – Okay
- 2002 – Älskar dig för evigt
- 2003 – Rembrandt
- 2003 – De drabbade (TV-serie)
- 2005 – Adams äpplen
- 2007 – Vikaren
- 2007–2011 – Kommissarien och havet (TV-serie)
- 2007 – Forty Shades of Blue
- 2008 – Om ett hjärta (TV-serie)
- 2008 – Den du frygter
- 2009 – Applaus
- 2010 – Alting bliver godt igen
- 2011 – SuperClásico
- 2011 – Lykke (TV-serie)
- 2012 – Den skalliga frisören
- 2017 – Modus (TV-serie)
- 2017 – Gisslantagningen (TV-serie)